# Forcipomyia parva
Forcipomyia parva är en tvåvingeart som först beskrevs av Walker 1848.  Forcipomyia parva ingår i släktet Forcipomyia och familjen svidknott.
Artens utbredningsområde är Hudson Bay. Inga underarter finns listade i Catalogue of Life.